# Estanislao Ayuso
Estanislao Agustín Ayuso (Teodelina, 14 de septiembre de 1974) es un exfutbolista argentino. Jugaba como arquero y su primer club fue Rosario Central.

## Carrera
Ayuso llegó al plantel de primera en 1995, donde formó parte del plantel campeón de la Copa Conmebol de ese año, siendo el tercer arquero en la lista de buena fe. Su debut se produjo recién en 1996, cuando el 7 de octubre fue el arquero titular del canalla ante River Plate de Montevideo, encuentro válido por los cuartos de final, partido de ida, de la Copa Conmebol 1996, que Central ganó 4-0. Luego tuvo oportunidad de jugar las últimas fechas del Apertura de ese año ante la lesión en el hombro de Pato Abbondanzieri. Ante la llegada de Gastón Sessa en 1997, vio reducida su oportunidad de ser titular. En 1999 jugó un semestre para San Martín de Mendoza en la Primera B Nacional. El año siguiente lo encontró nuevamente en Central, pero solo ocupó el banco de suplentes en una oportunidad, así que pasó a Instituto de Córdoba. Luego siguió en Argentino de Rosario y Tiro Federal,  para retornar a su pueblo en 2003 y jugar varias temporadas en Teodelina FBC, club del que aún defiende la valla, en la Liga Venadense de Fútbol, habiendo también participado en su oportunidad del Torneo del Interior y alternando dos temporadas (2007 y 2008) en Independiente de Villa Cañás.

## Clubes
| Club                         | País      | Año           |
| ---------------------------- | --------- | ------------- |
| Rosario Central              | Argentina | 1995-1999     |
| San Martín de Mendoza        | Argentina | 1999          |
| Rosario Central              | Argentina | 2000          |
| Instituto                    | Argentina | 2000          |
| Argentino de Rosario         | Argentina | 2001          |
| Tiro Federal de Rosario      | Argentina | 2002          |
| Teodelina FBC                | Argentina | 2003-2006     |
| Independiente de Villa Cañás | Argentina | 2007-2008     |
| Teodelina FBC                | Argentina | 2009-presente |

## Palmarés
| Equipo          | País      | Título        | Año  |
| --------------- | --------- | ------------- | ---- |
| Rosario Central | Argentina | Copa Conmebol | 1995 |